# Pic de la Cascade occidental
Le pic de la Cascade occidental est un sommet des Pyrénées dans le massif du Mont-Perdu, marquant la frontière franco-espagnole.

## Géographie

### Topographie
Il fait partie de la ceinture du cirque de Gavarnie. Marque la limite entre le parc national des Pyrénées (France) et le parc national d'Ordesa et du Mont-Perdu (Espagne).
- Côté français : situé près de Gavarnie dans le canton de la Vallée des Gaves, département des Hautes-Pyrénées, région Occitanie.
- Côté espagnol : situé dans la comarque de Sobrarbe, province de Huesca, communauté autonome d'Aragon.

### Hydrographie
Le sommet délimite la ligne de partage des eaux entre le bassin de l'Adour, qui se déverse dans l'Atlantique côté nord, et le bassin de l'Èbre, qui coule vers la Méditerranée côté sud.